# AN/ALR-74
Das AN/ALR-74 (JETDS-Bezeichnung) ist ein digitales Radarwarnsystem für Kampfflugzeuge. Es wurde vom US-Konzern Itek Corporation entwickelt und von Litton, heute Northrop Grumman, produziert. Das ALR-74 verwendet eine Vielzahl von Komponenten aus den Systemen AN/ALR-67 und -69 und soll letzteres ablösen, wobei die Produktion 1983 begann. Das System wird primär auf Flugzeugen vom Typ F-16 Fighting Falcon eingesetzt.